# Dwars door België 1960
La Dwars door België 1960, sedicesima edizione della corsa, si svolse dal 26 al 27 marzo su un percorso di 437 km ripartiti in 2 tappe, con partenza ed arrivo a Waregem. Fu vinta dal belga Arthur Decabooter della squadra Groene Leeuw-Sinalco-SAS davanti ai connazionali Edgard Sorgeloos e Julien Schepens.

## Tappe
| Tappa  | Data     | Percorso        | km  | Vincitore di tappa | Leader cl. generale |
| ------ | -------- | --------------- | --- | ------------------ | ------------------- |
| 1ª     | 26 marzo | Waregem > Ciney | 217 | Edgard Sorgeloos   |                     |
| 2ª     | 27 marzo | Ciney > Waregem | 220 | Norbert Kerckhove  | Arthur Decabooter   |
| Totale | Totale   | Totale          | 437 |                    |                     |

## Dettagli delle tappe

### 1ª tappa
- 26 marzo: Waregem > Ciney – 217 km

| Pos. | Corridore        | Squadra | Tempo    |
| ---- | ---------------- | ------- | -------- |
| 1    | Edgard Sorgeloos | Faema   | 5h27'00" |
| 2    | Frans Schoubben  | Belgio  | a 3"     |
| 3    | Roger Baens      | Philco  | a 5"     |

| Pos. | Corridore | Squadra | Tempo |
| ---- | --------- | ------- | ----- |

### 2ª tappa
- 27 marzo: Ciney > Waregem – 220 km

| Pos. | Corridore         | Squadra      | Tempo    |
| ---- | ----------------- | ------------ | -------- |
| 1    | Norbert Kerckhove | Faema        | 5h10'00" |
| 2    | Arthur Decabooter | Groene Leeuw | a 3"     |
| 3    | Noël Foré         | Groene Leeuw | a 49"    |

| Pos. | Corridore         | Squadra      | Tempo     |
| ---- | ----------------- | ------------ | --------- |
| 1    | Arthur Decabooter | Groene Leeuw | 10h37'30" |
| 2    | Edgard Sorgeloos  | Faema        | a 17"     |
| 3    | Julien Schepens   | Belgio       | a 44"     |

## Classifiche finali

### Classifica generale
| Pos. | Corridore         | Squadra                  | Tempo     |
| ---- | ----------------- | ------------------------ | --------- |
| 1    | Arthur Decabooter | Groene Leeuw-Sinalco-SAS | 10h37'30" |
| 2    | Edgard Sorgeloos  | Faema                    | a 17"     |
| 3    | Julien Schepens   | Belgio                   | a 44"     |
| 4    | Noël Foré         | Groene Leeuw-Sinalco-SAS | s.t.      |
| 5    | Lode Troonbeeckx  | Dr. Mann-Dossche Sport   | s.t.      |
| 6    | Frans De Mulder   | Groene Leeuw-Sinalco-SAS | s.t.      |
| 7    | Marcel Seynaeve   | Groene Leeuw-Sinalco-SAS | s.t.      |
| 8    | André Messelis    | Belgio                   | s.t.      |
| 9    | Karel Borgmans    | Wiel's-Flandria          | s.t.      |
| 10   | Wout Wagtmans     | Molteni                  | s.t.      |